# بوث غاردنر
بوث غاردنر (بالإنجليزية: Booth Gardner)‏ هو سياسي أمريكي، ولد في 21 أغسطس 1936 في الولايات المتحدة، وتوفي في 15 مارس 2013 في نفس البلد. حزبياً، نشط في الحزب الديمقراطي. وقد انتخب حاكم واشنطن ‏ (16 يناير 1985 – 13 يناير 1993).